# Otholobium glandulosum
Espèce
Otholobium glandulosum est une espèce de plantes à fleurs de la famille des Fabacées (Légumineuses) originaire du Chili.